# Alcarraza

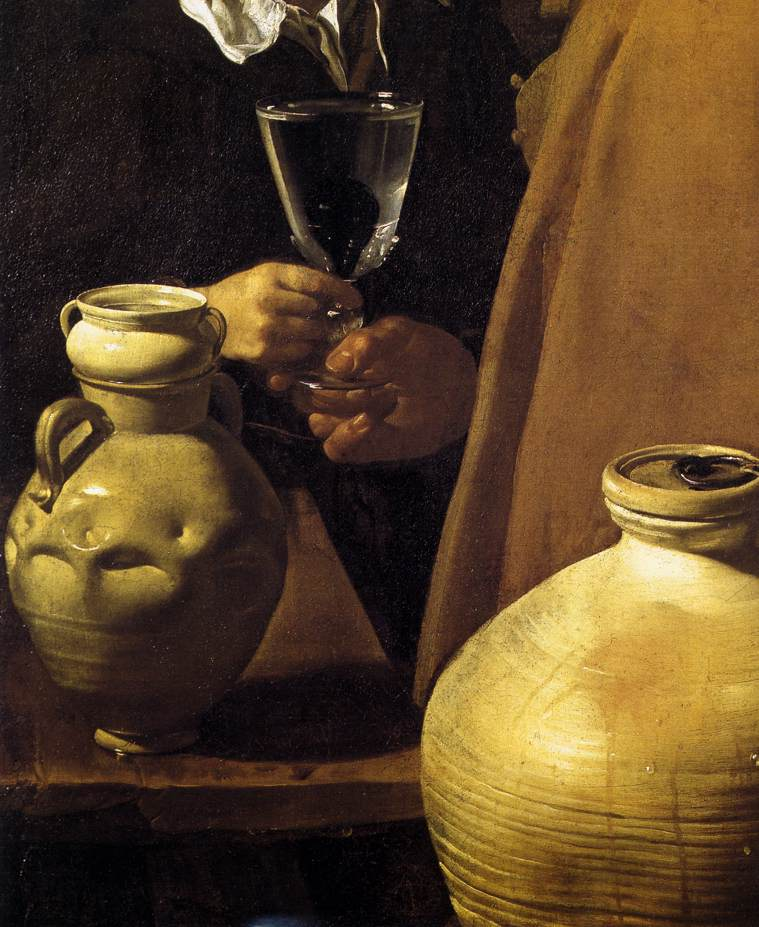
La jarra cubierta por una taza a modo de tapa es una alcarraza o "talla de blanco Triana", que el sevillano Diego Velázquez pintó un su cuadro juvenil El aguador de Sevilla.

Se llama alcarraza a diferentes piezas de cacharrería cerámica tradicional relacionadas con la alfarería de agua. En términos generales se trata de una vasija fabricada con arcilla porosa y poco cocida, usada para conservar el agua fresca siguiendo uno de los más primitivos ingenios de destilación y evaporación.

## Etimología y origen
Linguísticamente, alcarraza es voz que proviene del árabe hispánico «alkarráza», a su vez del árabe clásico «kur[r]āz», y este del persa «korāz» ("buche", por supuesta alusión a su forma esferoide).
Históricamente, se ha documentado el uso de recipientes con morfología y propiedades similares en el Antiguo Egipto, introduciéndose en Europa con la expansión musulmana a partir del año 700.

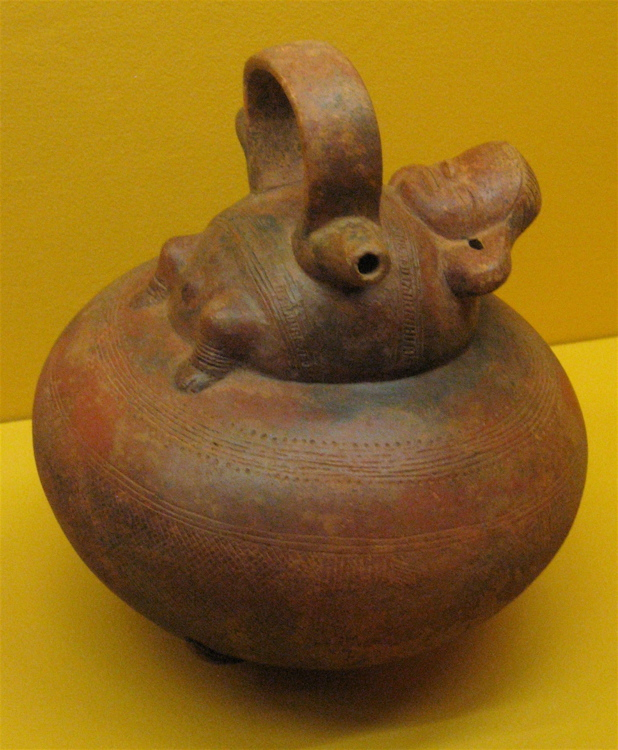
Vasija precolombina antropomorfa similar a un botijo, posteriormente denominada alcarraza. LACMA.
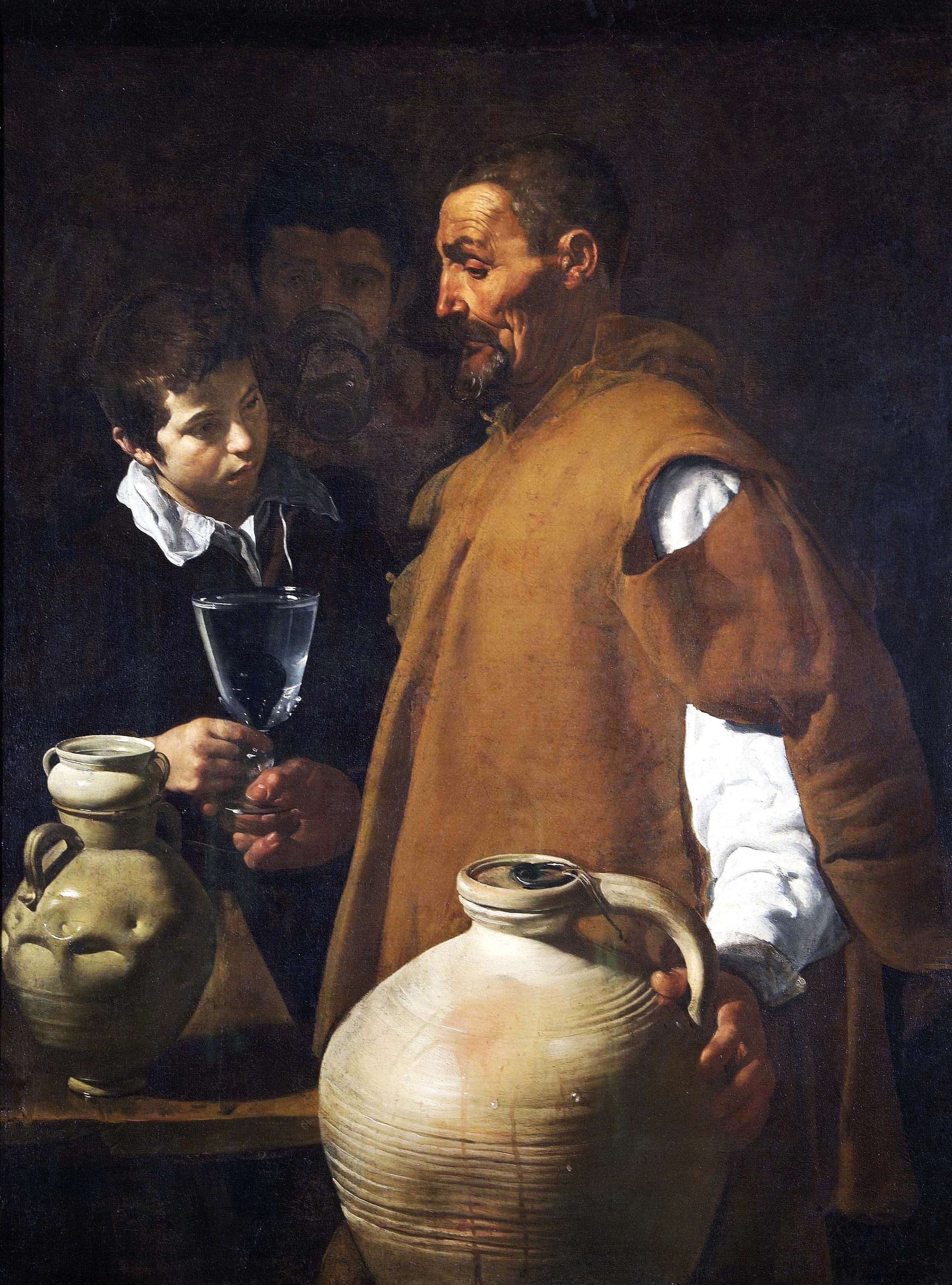
El aguador de Sevilla (hacia 1620) de Velázquez. A la izquierda, con una taza a modo de tapa: una alcarraza o "talla de blanco Triana".
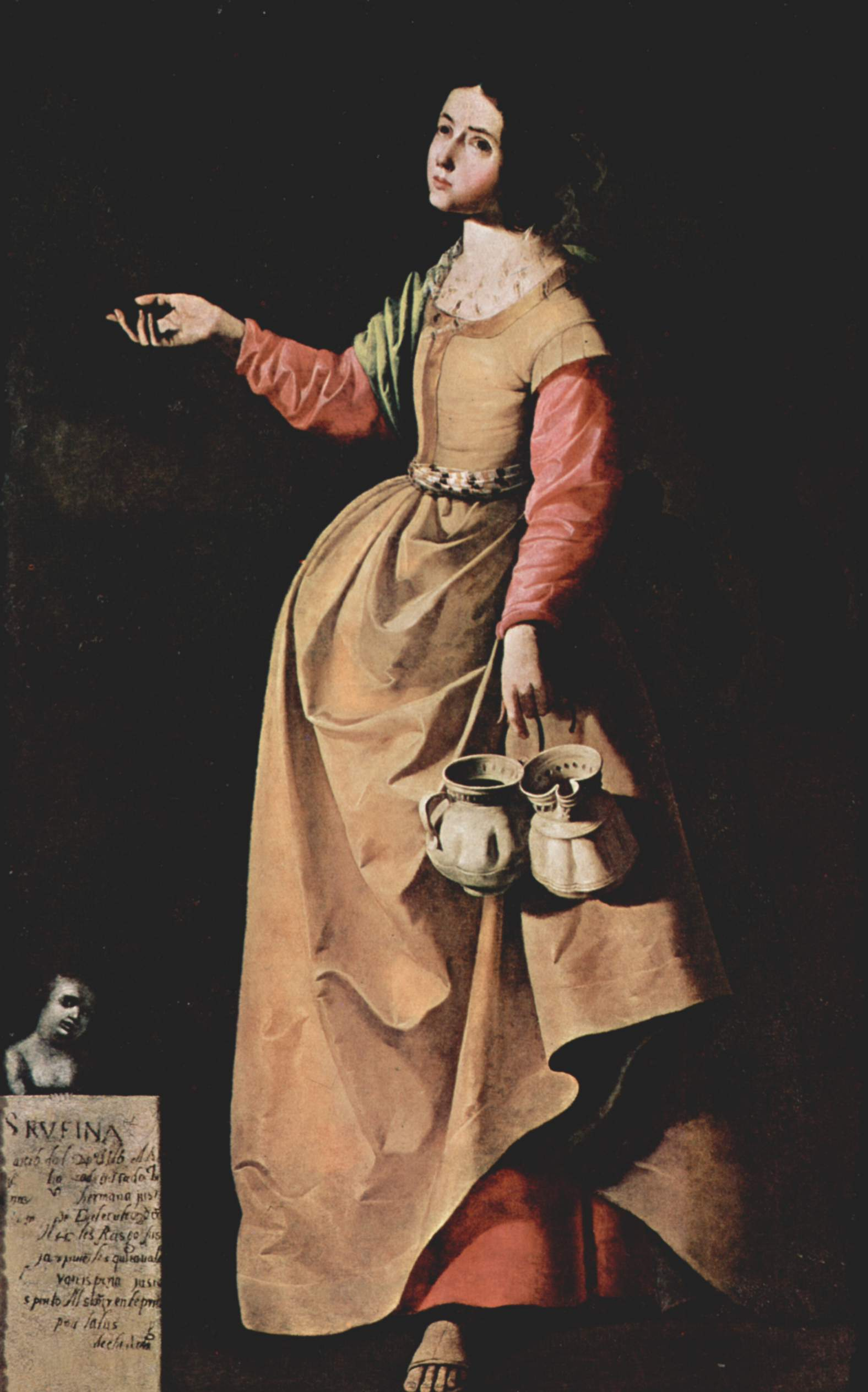
Santa Rufina con dos alcarrazas (una de ellas con pitorro), por Francisco de Zurbarán (hacia 1640). Museo del Prado.
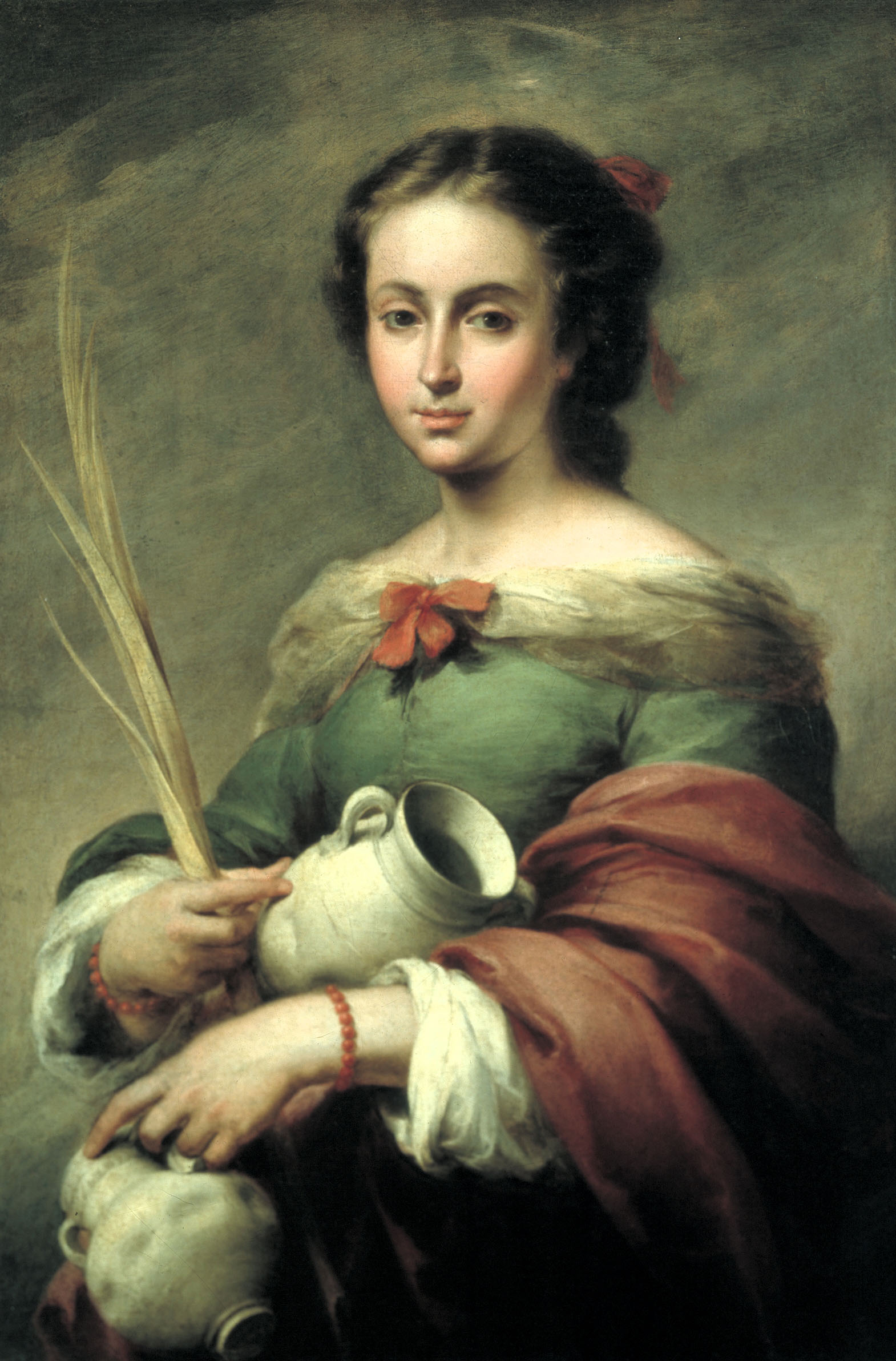
Hacia 1660, también Murillo pintó a Rufina, hermana de Justa, mártires patronas de la alfarería sevillana, sosteniendo dos "tallas trianeras". Museo Meadows de Dallas.

En América responden al nombre de alcarraza recipientes de muy diferente raíz. Así, conviene diferenciar las alcarrazas precolombinas, vasijas aguadoras o ceremoniales que perdieron su nombre original en favor del término colonizador, de muy diferente y rica morfología, de la alcarraza española o de porte español, de la que es fácil encontrar ejemplares y referencias en Cuba y otras islas de cultura hispana. Por el contrario, existen recipientes en parte de Mesoamérica que heredan las formas y las tradiciones de la talla canaria, de probable origen africano.
- Ya desaparecida, la "albarrada" era un modelo de botijo con dos asas. El DRAE lo define como jarro.[2] En Aragón, el rallo o botijo-rallo podría también ser considerado como un tipo de alcarraza.

## Tallasandaluzas y canarias

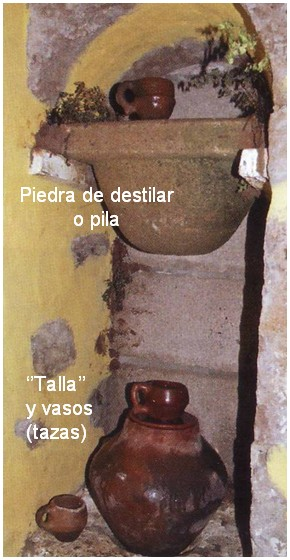
Siguiendo recursos culturales de origen púnico y técnicas conservadas en pleno en el Magreb norteafricano, las sociedades rurales canarias han utilizado hasta el tercer cuarto del las mismas técnicas primitivas para la destilación del agua de lluvia. El agua de la pila superior o piedra de destilar porosa se filtra y cae en la talla que una vez llena se tapa con un plato, sobre el que se coloca un vaso, taza o jarrito para servir y beber el agua destilada.

El término "talla", de procedencia portuguesa («talha»), denomina al recipiente de panza globular, base plana y cuello cilíndrico.
En Andalucía, en especial en Sevilla (cuya tradición reflejaron Velázquez, Zurbarán o Murillo), a las alcarrazas también se las llama tallas. Son piezas finas, vidriadas de blanco, de base estrecha y boca ancha, con dos asas y los típicos pellizcos o "repulgos" decorando su cuerpo. Vasijas que ya Covarrubias en 1610 describió como "cantarilla con algo de salitre" que, resudando, consigue mantener el agua fresca. También Antonio Ponz en su Viaje de España, a su paso por Andujar anota la fabricación de alcarrazas y su exportación "a Madrid y otras mil partes".
En el valle del río Guadalquivir ha quedado noticia de la producción de alcarrazas en los alfares de Jerez de la Frontera y Lebrija, y ya fuera de Andalucía, fueron pieza característica en los talleres de Valencia, Murcia, Málaga y de localidades como Ocaña, Chiclana, y Felanich (en el archipiélago balear).
En Canarias, sin embargo, se denomina talla a un recipiente grande y panzudo, utilizado para transportar y conservar el agua fresca. Por lo general, se complementa con un plato y una taza o jarrito, y tradicionalmente se colocaba bajo la "destiladera", pila o "piedra de destilar" (gran recipiente poroso, semiesférico, que hace de filtro para el agua de lluvia recogida). Según las zonas, la talla puede ser sustituida por un bernegal, o tomar su nombre.